# Паккер, Роберт Абрамович
Ро́берт Абрамович Па́ккер (23 сентября 1913 — 9 августа 1998) — советский инженер, конструктор артиллерийских снарядов. Лауреат Сталинской премии второй степени (1951).

## Биография
В 1940 году окончил электромеханический техникум. С 1932 года и до выхода на пенсию работал в НИИ-24 (НИМИ): чертёжник, конструктор, ведущий конструктор.
В 1930-е годы участвовал в создании осколочно-фугасных, кумулятивных и бронебойных снарядов. Во время Великой Отечественной войны и в послевоенные годы — ведущий конструктор по разработке специальных (осветительных, дымовых, зажигательных) снарядов и снарядов для артиллерии ВМФ.
Семейное положение: жена Мария Захаровна Лисицкая, двое детей.

## Признание
- Сталинская премия второй степени (1951) — за работу в области химической технологии
- орден «Знак Почёта» (1945).